# Dimayor 2007
El Campeonato Oficial DIMAYOR 2007 fue la vigésima novena edición de la mayor competición de la División Mayor del Básquetbol de Chile, con la participación de 12 equipos.
Se jugaron tres fases: 
- Fase zonal: se dividió a los equipos en dos grupos por ubicación geográfica. Los equipos de cada grupo se enfrentaron todos contra todos, en dos ruedas. Los dos primeros puestos de cada grupo se enfrentaron en un torneo denominado Top 4, en una ciudad definida previamente. Este año se disputó en Antofagasta. El ganador de este torneo (Liceo Mixto de Los Andes) obtuvo el derecho a jugar en la Liga de las Américas 2007/2008.

- Fase regular: todos los equipos, indistintamente del grupo al que pertenecen, se enfrentaron todos contra todos, en dos ruedas. Cada equipo partió con el 50% del puntaje obtenido en la Fase Zonal.

- Fase de play-offs: los ocho mejores equipos de la fase regular se enfrentaron entre sí en un sistema de llaves, donde el mejor clasificado jugó contra el peor, y así sucesivamente. Los cuartos de final y semifinales se definieron al mejor de 5 juegos, y la final, al mejor de 7. En este torneo resultó campeón Liceo Mixto de Los Andes, tras derrotar a U. de Concepción en la final por 4-1. Ambos finalistas serán representantes de Chile en la Liga Sudamericana de Clubes 2008, pero solo el ganador podrá disputar el Campeonato Sudamericano de Clubes Campeones 2008.

## Equipos participantes

### Zona Norte
- Liceo Mixto
- Univ. Católica
- Boston College
- Puente Alto CD
- Español de Talca
- U. de Concepción

### Zona Sur
- Unión Deportiva Española de Temuco
- Deportivo Valdivia
- Provincial Osorno
- D. Puerto Varas
- Deportes Ancud
- Deportes Castro

## Fase Zonal

### Zona Norte
| Pos | Equipo           | Pts | PJ | G | P | GF  | GC  | DIF |
| --- | ---------------- | --- | -- | - | - | --- | --- | --- |
| 1   | Liceo Mixto      | 18  | 10 | 8 | 2 | 866 | 798 | +68 |
| 2   | Puente Alto CD   | 16  | 10 | 6 | 4 | 826 | 789 | +37 |
| 3   | U. de Concepción | 15  | 10 | 5 | 5 | 797 | 769 | +28 |
| 4   | Univ. Católica   | 14  | 10 | 4 | 6 | 753 | 789 | -36 |
| 5   | Boston College   | 14  | 10 | 4 | 6 | 749 | 789 | -40 |
| 6   | Español de Talca | 13  | 10 | 3 | 7 | 726 | 783 | -57 |

### Zona Sur
| Pos | Equipo                             | Pts | PJ | G  | P | GF  | GC  | DIF |
| --- | ---------------------------------- | --- | -- | -- | - | --- | --- | --- |
| 1   | Deportivo Valdivia                 | 20  | 10 | 10 | 0 | 880 | 794 | +86 |
| 2   | Deportes Castro                    | 16  | 10 | 6  | 4 | 851 | 848 | +3  |
| 3   | Provincial Osorno                  | 15  | 10 | 5  | 5 | 884 | 853 | +31 |
| 4   | D. Puerto Varas                    | 15  | 10 | 5  | 5 | 903 | 892 | +11 |
| 5   | Deportes Ancud                     | 13  | 10 | 3  | 7 | 822 | 876 | -54 |
| 6   | Unión Deportiva Española de Temuco | 11  | 10 | 1  | 9 | 829 | 906 | -77 |

### Top 4
|  | Semifinales        | Semifinales        | Semifinales        |                    |             | Final            | Final            | Final            |  |
|  | 22 de septiembre   | 22 de septiembre   | 22 de septiembre   |                    |             | 23 de septiembre | 23 de septiembre | 23 de septiembre |  |
|  |                    |                    |                    |                    |             |                  |                  |                  |  |
|  |                    |                    |                    |                    |             |                  |                  |                  |  |
|  | Liceo Mixto        | Liceo Mixto        | 84                 |                    |             |                  |                  |                  |  |
|  | Liceo Mixto        | Liceo Mixto        | 84                 |                    |             |                  |                  |                  |  |
|  | Deportes Castro    | Deportes Castro    | 80                 |                    |             |                  |                  |                  |  |
|  | Deportes Castro    | Deportes Castro    | 80                 |                    | Liceo Mixto | Liceo Mixto      | 82               |                  |  |
|  |                    |                    |                    |                    | Liceo Mixto | Liceo Mixto      | 82               |                  |  |
|  |                    |                    | Deportivo Valdivia | Deportivo Valdivia | 79          |                  |                  |                  |  |
|  | Deportivo Valdivia | Deportivo Valdivia | Deportivo Valdivia | Deportivo Valdivia | 79          | 93               |                  |                  |  |
|  | Deportivo Valdivia | Deportivo Valdivia |                    |                    |             | 93               |                  |                  |  |
|  | Puente Alto CD     | Puente Alto CD     | 89                 |                    |             |                  |                  |                  |  |
|  | Puente Alto CD     | Puente Alto CD     | 89                 |                    |             |                  |                  |                  |  |
|  |                    |                    |                    |                    |             |                  |                  |                  |  |

#### Campeón
| Campeón Liceo Mixto 1.º título |

Liceo Mixto clasifica a la Liga de las Américas 2007/2008.

## Fase Regular
| Pos | Equipo                             | Pts  | PJ | G  | P  | GF   | GC   | DIF  | P/ZON | P/REG |
| --- | ---------------------------------- | ---- | -- | -- | -- | ---- | ---- | ---- | ----- | ----- |
| 1   | Liceo Mixto                        | 47,0 | 22 | 16 | 6  | 2027 | 1876 | +151 | 9,0   | 38,0  |
| 2   | Deportivo Valdivia                 | 47,0 | 22 | 15 | 7  | 1872 | 1738 | +134 | 10,0  | 37,0  |
| 3   | U. de Concepción                   | 45,5 | 22 | 16 | 6  | 1954 | 1712 | +242 | 7,5   | 38,0  |
| 4   | Puente Alto CD                     | 44,0 | 22 | 14 | 8  | 1915 | 1852 | +63  | 8,0   | 36,0  |
| 5   | Boston College                     | 40,0 | 22 | 11 | 11 | 1892 | 1900 | -8   | 7,0   | 33,0  |
| 6   | Univ. Católica                     | 40,0 | 22 | 11 | 11 | 1785 | 1720 | +65  | 7,0   | 33,0  |
| 7   | Deportes Castro                    | 40,0 | 22 | 10 | 12 | 1786 | 1855 | -69  | 8,0   | 32,0  |
| 8   | Deportes Ancud                     | 39,5 | 22 | 11 | 11 | 2104 | 2012 | +92  | 6,5   | 33,0  |
| 9   | Provincial Osorno                  | 38,5 | 22 | 9  | 13 | 1845 | 1872 | -27  | 7,5   | 31,0  |
| 10  | Español de Talca                   | 38,5 | 22 | 10 | 12 | 1768 | 1799 | -31  | 6,5   | 32,0  |
| 11  | D. Puerto Varas                    | 35,5 | 22 | 6  | 16 | 1872 | 2095 | -223 | 7,5   | 28,0  |
| 12  | Unión Deportiva Española de Temuco | 30,5 | 22 | 3  | 19 | 1897 | 2286 | -389 | 5,5   | 25,0  |

|  | Clasificado a Play-offs |
|  | Eliminado               |

## Play-offs
|  | Cuartos de final     | Cuartos de final     | Cuartos de final     |                  |   | Semifinales           | Semifinales           | Semifinales           |  |   | Final            | Final            | Final            |  |
|  | 8 al 19 de diciembre | 8 al 19 de diciembre | 8 al 19 de diciembre |                  |   | 22 al 29 de diciembre | 22 al 29 de diciembre | 22 al 29 de diciembre |  |   | 5 al 27 de enero | 5 al 27 de enero | 5 al 27 de enero |  |
|  |                      |                      |                      |                  |   |                       |                       |                       |  |   |                  |                  |                  |  |
|  |                      |                      |                      |                  |   |                       |                       |                       |  |   |                  |                  |                  |  |
|  | 1                    | Liceo Mixto          | 3                    |                  |   |                       |                       |                       |  |   |                  |                  |                  |  |
|  | 1                    | Liceo Mixto          | 3                    |                  |   |                       |                       |                       |  |   |                  |                  |                  |  |
|  | 8                    | Deportes Ancud       | 0                    |                  |   |                       |                       |                       |  |   |                  |                  |                  |  |
|  | 8                    | Deportes Ancud       | 0                    |                  | 1 | Liceo Mixto           | 3                     |                       |  |   |                  |                  |                  |  |
|  |                      |                      |                      |                  | 1 | Liceo Mixto           | 3                     |                       |  |   |                  |                  |                  |  |
|  |                      |                      | 5                    | Boston College   | 0 |                       |                       |                       |  |   |                  |                  |                  |  |
|  | 4                    | Puente Alto CD       | 5                    | Boston College   | 0 | 2                     |                       |                       |  |   |                  |                  |                  |  |
|  | 4                    | Puente Alto CD       |                      |                  |   |                       |                       |                       |  |   |                  |                  |                  |  |
|  | 5                    | Boston College       | 3                    |                  |   |                       |                       |                       |  |   |                  |                  |                  |  |
|  | 5                    | Boston College       | 3                    |                  |   |                       |                       |                       |  | 1 | Liceo Mixto      | 4                |                  |  |
|  |                      |                      |                      |                  |   |                       |                       |                       |  | 1 | Liceo Mixto      | 4                |                  |  |
|  |                      |                      | 3                    | U. de Concepción | 1 |                       |                       |                       |  |   |                  |                  |                  |  |
|  | 2                    | Deportivo Valdivia   | 3                    | U. de Concepción | 1 | 3                     |                       |                       |  |   |                  |                  |                  |  |
|  | 2                    | Deportivo Valdivia   |                      |                  |   |                       |                       |                       |  |   |                  |                  |                  |  |
|  | 7                    | Deportes Castro      | 1                    |                  |   |                       |                       |                       |  |   |                  |                  |                  |  |
|  | 7                    | Deportes Castro      | 1                    |                  | 2 | Deportivo Valdivia    | 1                     |                       |  |   |                  |                  |                  |  |
|  |                      |                      |                      |                  | 2 | Deportivo Valdivia    | 1                     |                       |  |   |                  |                  |                  |  |
|  |                      |                      | 3                    | U. de Concepción | 3 |                       |                       |                       |  |   |                  |                  |                  |  |
|  | 3                    | U. de Concepción     | 3                    | U. de Concepción | 3 | 3                     |                       |                       |  |   |                  |                  |                  |  |
|  | 3                    | U. de Concepción     |                      |                  |   |                       |                       |                       |  |   |                  |                  |                  |  |
|  | 6                    | U. Católica          | 1                    |                  |   |                       |                       |                       |  |   |                  |                  |                  |  |
|  | 6                    | U. Católica          | 1                    |                  |   |                       |                       |                       |  |   |                  |                  |                  |  |
|  |                      |                      |                      |                  |   |                       |                       |                       |  |   |                  |                  |                  |  |

## Campeón
| Campeón Liceo Mixto 1.º título |

## Goleadores
| Jugador                   | Jugador        | Puntos | Equipo                             |
| ------------------------- | -------------- | ------ | ---------------------------------- |
| Bandera de Estados Unidos | Brandon Mason  | 752    | Deportivo Valdivia                 |
| Bandera de Estados Unidos | Joe Webb       | 743    | Unión Deportiva Española de Temuco |
| Bandera de Estados Unidos | Kevin Sowell   | 733    | Deportes Ancud                     |
| Bandera de Estados Unidos | Chris Sockwell | 682    | Universidad de Concepción          |
| Bandera de Estados Unidos | Alain Laroche  | 609    | Universidad de Concepción          |
| Bandera de Estados Unidos | Anthony Bishop | 608    | Boston College                     |

- Datos: Q5807178